# Буферные системы крови
Бу́ферные систе́мы кро́ви (от англ. buffer, buff — «смягчать удар») — физиологические системы и механизмы, обеспечивающие заданные параметры кислотно-основного равновесия в крови. Они являются «первой линией защиты», препятствующей резким перепадам pH внутренней среды живых организмов.
Циркулирующая кровь представляет собой взвесь живых клеток в жидкой среде, химические свойства которой очень важны для их жизнедеятельности. У человека за норму принят диапазон колебаний pH крови 7,37—7,44 со средней величиной 7,4. Буферные системы крови слагаются из буферных систем плазмы и клеток крови и представлены следующими системами:
- бикарбона́тная (водородкарбонатная) бу́ферная систе́ма;
- фосфа́тная бу́ферная систе́ма;
- белко́вая бу́ферная систе́ма;
- гемоглоби́новая бу́ферная система;

Помимо этих систем также активно участвуют дыхательная и мочевыделительная системы.

## Бикарбонатная буферная система
Одна из самых мощных и вместе с тем самая управляемая система внеклеточной жидкости и крови, на долю которой приходится около 53% всей буферной ёмкости крови. Представляет собой сопряжённую кислотно-основную пару, состоящую из молекулы угольной кислоты H2CO3, являющейся источником протона, и бикарбонат-аниона HCO3−, выполняющего функцию акцептора протона:
{\displaystyle {\mathsf {H_{2}CO_{3}\rightleftarrows HCO_{3}^{-}+H^{+}}}} 
Вследствие того, что концентрация гидрокарбоната натрия в крови значительно превышает концентрацию H2CO3, буферная ёмкость этой системы будет значительно выше по кислоте. Иначе говоря, гидрокарбонатная буферная система особенно эффективно компенсирует действие веществ, увеличивающих кислотность крови. К числу таких веществ  прежде всего относят молочную кислоту, избыток которой образуется в результате интенсивной физической нагрузки. Гидрокарбонатная система наиболее «быстро» отзывается на изменение pH крови.

## Фосфатная буферная система
В крови ёмкость фосфатной буферной системы невелика (составляет около 2 % общей буферной ёмкости), в связи с низким содержанием фосфатов в крови. Фосфатный буфер выполняет значительную функцию в поддержании физиологических значений рН во внутриклеточных жидкостях и моче.
Буфер образован неорганическими фосфатами. Функцию кислоты в этой системе выполняет однозамещённый фосфат (NaH2PО4), а функцию сопряженного основания — двузамещённый фосфат (Na2HPО4). При рН 7,4 соотношение [НРО42-/Н2РО4-] равняется {\displaystyle 10^{pH-pK_{a,orto}^{II}}=1,55} поскольку при температуре 25+273,15K pKa, ортоII=7,21, при этом средний заряд аниона ортофосфорной кислоты < q >=((-2)*3+(-1)*2)/5=-1,4 единиц заряда позитрона.

Буферные свойства системы при увеличении в крови содержания водородных ионов реализуются за счет их связывания с ионами НРО42- с образованием Н2РО4-:
{\displaystyle {\mathsf {H^{+}+HPO_{4}^{2-}\rightarrow H_{2}PO_{4}^{-}}}}
а при избытке ионов ОН- — за счет связывания их с ионами Н2РО4-:
{\displaystyle {\mathsf {H_{2}PO_{4}^{-}+OH^{-}\rightleftarrows HPO_{4}^{2-}+H_{2}O}}}
Фосфатная буферная система крови тесно взаимосвязана с бикарбонатной буферной системой.

## Белковая буферная система
В сравнении с другими буферными системами имеет меньшее значение для поддержания кислотно-основного равновесия (7—10 % буферной ёмкости).
Белки́ плазмы крови благодаря наличию кислотно-основных групп в молекулах белков (белок—H+ — кислота, источник протонов и белок− — сопряжённое основание, акцептор протонов) образуют буферную систему, наиболее эффективную в диапазоне pH 7,2—7,4.
Основную часть белков плазмы крови (около 90 %) составляют альбумины и глобулины. Изоэлектрические точки этих белков (число катионных и анионных групп одинаково, заряд молекулы белка равен нулю) лежат в слабокислой среде при pH 4,9—6,3, поэтому в физиологических условиях при pH 7,4 белки находятся преимущественно в формах «белок-основание» и «белок-соль».
Буферная ёмкость, определяемая белками плазмы, зависит от концентрации белков, их вторичной и третичной структуры и числа свободных протон-акцепторных групп. Эта система может нейтрализовать как кислые, так и основные продукты. Однако вследствие преобладания формы «белок-основание» её буферная ёмкость значительно выше по кислоте.
Буферная ёмкость свободных аминокислот плазмы крови незначительна как по кислоте, так и по щелочи. При физиологическом значении pH их мощность мала. Практически только одна аминокислота — гистидин — обладает значительным буферным действием при значении pH, близком к плазме крови.

## Эритроциты
Во внутренней среде эритроцитов в норме поддерживается постоянное значение pH, равное 7,30. Здесь также действуют гидрокарбонатная и фосфатная буферные системы. Однако их мощность отличается от таковой в плазме крови. Кроме того, в эритроцитах белковая система гемоглобин-оксигемоглобин играет важную роль как в процессе дыхания (транспортная функция по переносу кислорода к тканям и органам и удалению из них метаболической CO2), так и в поддержании постоянства pH внутри эритроцитов, а в результате и в крови в целом. Эта буферная система в эритроцитах тесно связана с гидрокарбонатной системой.

## Гемоглобиновая буферная система
Буферная система крови (35 % буферной ёмкости). Играет важную роль как в процессе дыхания (транспортная функция по переносу кислорода к тканям и органам и удалению из них метаболической CO2), так и в поддержании постоянства pH внутри эритроцитов, а в результате и в крови в целом.
{\displaystyle HHb\longleftrightarrow H^{+}+Hb^{-}} 
{\displaystyle HHbO_{2}\longleftrightarrow H^{+}HbO_{2}^{-}}